# 俄羅斯的埃琳娜·巴甫羅芙娜女大公
赫蓮娜·巴甫洛夫娜女大公（俄语：Великая Княжна Елена Павловна，1784年12月24日—1803年9月24日），俄羅斯女大公，梅克倫堡-施威林大公儲妃。
赫蓮娜是俄羅斯沙皇保羅一世的次女，亞歷山大一世的妹妹。在兄弟姐妹中，赫蓮娜與姐姐亞歷山德拉最為親近。

## 家庭
1799年10月23日，14歲的赫蓮娜與21歲的梅克倫堡-施威林大公儲腓特烈·路德維希結婚，兩人共有1子1女：
- 保羅·腓特烈（1800年—1842年），1837年成為梅克倫堡-施威林大公
- 瑪麗·路易絲（1803年—1862年），薩克森-阿爾滕堡公爵夫人